# Žarko Tomašević
Žarko Tomašević (* 22. Februar 1990 in Pljevlja) ist ein montenegrinischer Fußballspieler. Er spielt seit 2023 für den FK Astana in der Premjer-League, der höchsten kasachischen Spielklasse.

## Karriere

### Verein
Tomašević begann seine Karriere in den Jugendabteilungen von FK Partizan Belgrad aus Serbien und bei FK Mornar Bar in Montenegro. 2008 wechselte er nach Portugal zu Nacional Funchal. Dort kam er 2009 in den Kader der ersten Mannschaft. Sein Debüt in der höchsten portugiesischen Spielklasse gab der linke Verteidiger am 15. August 2009 gegen Sporting Lissabon. Tomašević spielte durch, das Spiel endete 1:1. In dieser Saison gab er auch sein Debüt auf europäischer Klubebene, als er im Qualifikationsspiel für die UEFA Europa League am 20. August 2009 gegen Zenit Sankt Petersburg in der 83. Minute für Wellington eingewechselt wurde. Weiters kam Tomašević in den Gruppenspielen zum Einsatz, wo er gegen FK Austria Wien das 4:1 beim 5:1-Erfolg erzielte. In der Europa League schied man in der Gruppenphase aus, in der Meisterschaft wurde der siebente Platz erreicht. Die Saison 2011/12 spielte er leihweise für União Madeira. Dann kehrte er für eine Spielzeit zurück zum FK Partizan Belgrad, absolvierte allerdings dort kein Ligaspiel und wechselte 2013 weiter zum KV Kortrijk nach Belgien. Anschließend trug er drei Jahre das Trikot des KV Ostende, ehe er sich im August 2019 dem FK Astana anschloss und noch mit zwei Einsätzen zur Meisterschaft beitrug. Im Januar 2022 wechselte er innerhalb der Liga zu Tobyl Qostanai.

### Nationalmannschaft
Sein Debüt für die montenegrinische A-Nationalmannschaft gab er am 29. Mai 2010 im Freundschaftsspiel gegen Norwegen. Die Begegnung in Oslo endete 2:1 für die Norweger. Tomašević wurde in der 48. Minute für Radoslav Batak eingewechselt.

## Erfolge
- Kasachischer Meister: 2019